# محوطه کمربندی
محوطه کمربندی مربوط به هزاره ۴ قبل از میلاد است و در شهرستان گلشن، بخش مرکزی، شهر جالق، ۲ کیلومتری غرب فلکه کمربندی به سمت سراوان واقع شده و این اثر در تاریخ ۲۸ اسفند ۱۳۸۵ با شمارهٔ ثبت ۱۸۹۴۱ به‌عنوان یکی از آثار ملی ایران به ثبت رسیده است.